# Orobanche artemisiae-campestris
Orobanche artemisiae-campestris — вид квіткових рослин родини вовчкових (Orobanchaceae).

## Біоморфологічна характеристика
Це голопаразит-однорічник. Рослина заввишки 15–60 см, залозиста. Стебла від жовтого до фіолетового. Листки вузько-ланцетні, 8–15 мм завдовжки. Суцвіття циліндричне, багатоквіткове і щільне, часто розріджене в нижній частині, приквітки вузькі, довго загострені, завдовжки або трохи довші за віночок. Чашечка 10–15 мм завдовжки, обидві половини надрізані майже до основи. Віночок від білого до світло-жовтого, з фіолетовими жилками і світлими залозистими волосками, 14–22 мм завдовжки. Плоди — коробочки. 2n = 38.

## Поширення
Європа й Північний Кавказ.